# Eva Gardner
Eva Catherine Gardner (17 febbraio 1979) è una bassista statunitense proveniente da Los Angeles, in California. Si è diplomata al Los Angeles County High School for the Arts, dove ha avuto come insegnante il trombettista Bobby Rodriguez. Ha una laurea con lode in Etnomusicologia della UCLA. Ha insegnato per un periodo al Soundwall Music Camp ed è stata la prima bassista dei The Mars Volta, con cui lavorò alla pubblicazione del primo ep, Tremulant. Nel 2005 ha suonato nel tour australiano di Veruca Salt ed è attualmente la bassista del gruppo losangeliano dei Lyra, con cui ha pubblicato due EP, Protocol e Move. Ha finito il tour con Pink (cantante), che la ha portate in Europa e in Sudafrica, nel settembre 2007.
Eva Gardner è la figlia di Kim Gardner, bassista dei The Creations, e cita spesso il padre come fonte primaria di ispirazione.

## Discografia

### Con i Mars Volta
- Tremulant - EP (2002)

### Con i Lyra
- Protocol - EP (2006)
- Move - EP (2007)